# Landesamt für Verfassungsschutz Baden-Württemberg

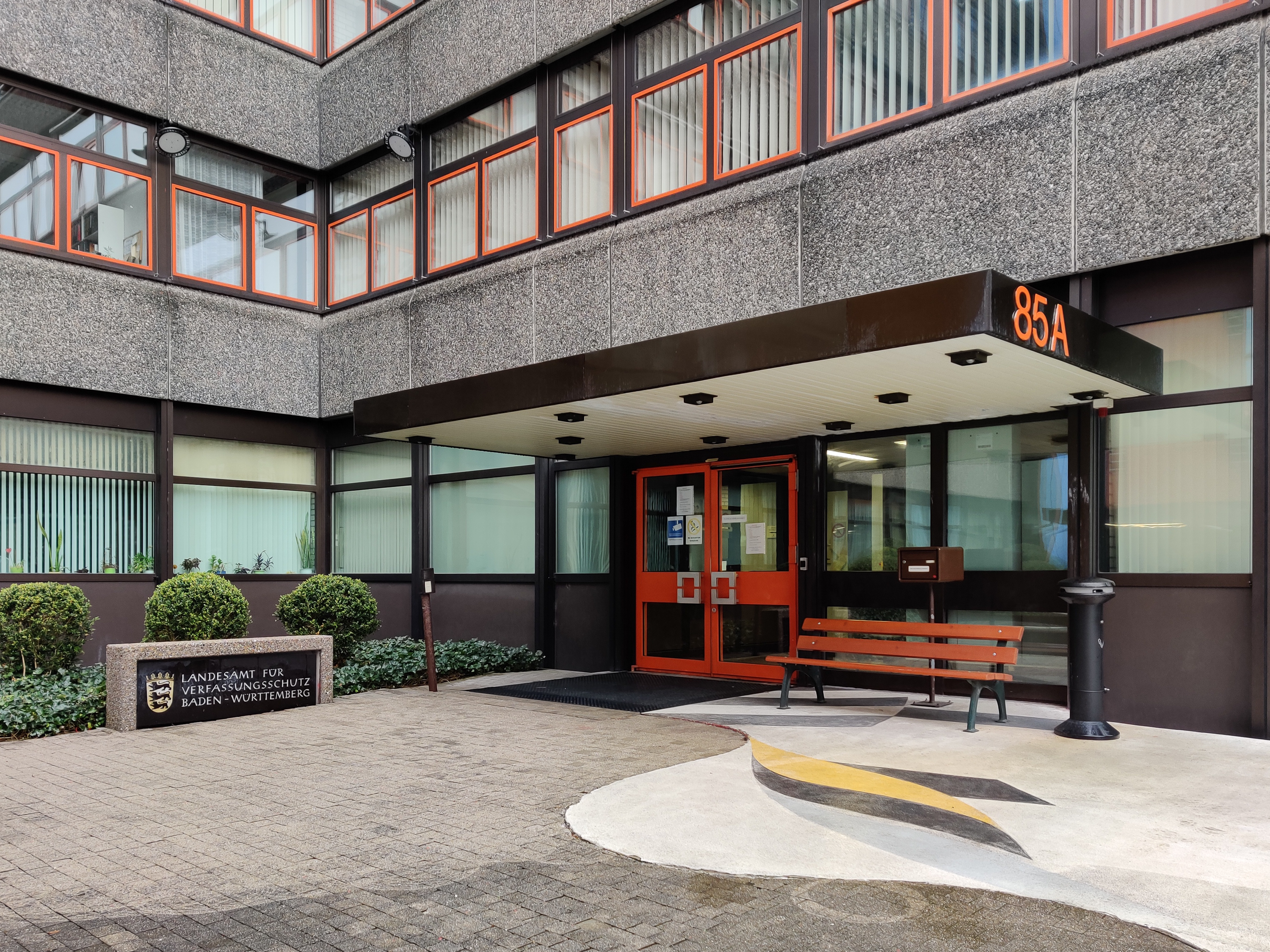
Haupteingang des Landesamts

Das Landesamt für Verfassungsschutz Baden-Württemberg (LfV BW) ist die Landesbehörde für Verfassungsschutz des deutschen Bundeslandes Baden-Württemberg. Das Landesamt beobachtet Rechts- und Linksextremismus, Ausländerextremismus sowie religiöse Fundamentalisten. Weiterhin gehören die Spionageabwehr und die Beobachtung der Scientology-Organisation (SO) zu seinen Aufgaben. Der Sitz ist in Stuttgart-Bad Cannstatt. Präsidentin des Landesamts für Verfassungsschutz ist seit dem 1. Januar 2008 Beate Bube.

## Geschichte
Nachdem 1949 das Grundgesetz in Kraft trat, errichteten die Länder spezielle Behörden bzw. Stellen zum Schutz der Verfassung. Im späteren Baden-Württemberg waren dies die Länder Württemberg-Baden, Baden und Württemberg-Hohenzollern. 1951 wurden das Landesamt für Verfassungsschutz Württemberg-Hohenzollern in Tübingen gegründet. Es folgte die Informationsstelle der Badischen Staatskanzlei in Freiburg sowie das Landesamt für Verfassungsschutz Württemberg-Baden in Stuttgart.
Nach der Gründung von Baden-Württemberg schlossen sich diese Behörden im Dezember 1952 zum heutigen Landesamt für Verfassungsschutz Baden-Württemberg zusammen.

## Gliederung
Das LfV BW gliedert sich in sechs Abteilungen denen bis zu vier Referate untergeordnet sind. Zudem existiert eine Stabstelle Leitungsstab, Presse- und Öffentlichkeitsarbeit (Stand: 2. April 2024):
- Abteilung 1 – Zentralabteilung
  - Referat A: Finanzen, Controlling, Innerer Dienst
  - Referat B: Organisation, E-Akte, NADIS
  - Referat C: Personalwesen, Aus- und Fortbildung
  - Referat D: Informations- und Kommunikationstechnik
- Abteilung 2 – Islamistischer Extremismus und Terrorismus
  - Referat A: Beschaffung
  - Referat B: Auswertung Islamistischer Extremismus und Terrorismus
  - Referat C: Wissenschaftliche Analyse, Operative Informationsbeschaffung im Internet
- Abteilung 3 – Rechtsextremismus und -terrorismus, Reichsbürger und Selbstverwalter
  - Referat A: Beschaffung
  - Referat B: Auswertung Rechtsextremismus und -terrorismus
  - Referat C: Gefährdungssachverhalte, Koordination personenbezogene Aufklärung, Operative Informationserhebung im Internet
  - Referat D: Auswertung Reichsbürger und Selbstverwalter, Verfassungsschutzrelevante Staatsdelegitimierung, Scientology-Organisation
- Abteilung 4 – Spionage- und Cyberabwehr, Geheim- und Sabotageschutz, Personenüberprüfungen
  - Referat A: Spionageabwehr, Proliferationsbekämpfung
  - Referat B: Behörden- und Wirtschaftsschutz, Cyberabwehr, Informationssicherheit
  - Referat C: Personenüberprüfungen
  - Referat D: Personeller Geheim- und Sabotageschutz
- Abteilung 5 – Operative Abteilung
  - Referat A: Koordinierte Beschaffung, Zentrale Werbung
  - Referat B: Zentralstelle für Ermittlungen, Tarnmittel und Legendierung, nd-Anwendungstechnik, G10, Internet
  - Referat C: Observation, Operative Technik
- Abteilung 6 – Links-/Auslandsbezogener Extremismus und Terrorismus
  - Referat A: Beschaffung
  - Referat B: Auswertung Auslandsbezogener Extremismus und Terrorismus
  - Referat C: Auswertung Linksextremismus und -terrorismus

## Rechtsgrundlage
Rechtsgrundlage der Arbeit des Landesamtes für Verfassungsschutz Baden-Württemberg ist das Gesetz über den Verfassungsschutz in Baden-Württemberg (LVSG – Landesverfassungsschutzgesetz – Baden-Württemberg) in der Fassung vom 5. Dezember 2005 (GBl. 2006 S. 1).

## Kontrolle
Das LfV BW unterliegt der Fach- und Dienstaufsicht durch das Innenministerium Baden-Württemberg. Eine parlamentarische Überwachung erfolgt durch eine halbjährlich Unterrichtung des ständigen Ausschusses des Landtags durch den Innenminister sowie die sogenannte G 10-Kommission (§ 15 LVSG).

## Haushalt
Im Haushaltsjahr 2025 waren für die Behörde 419 Mitarbeiter vorgesehen. Das Gesamtbudget betrug im gleichen Zeitraum 35 Millionen Euro. Davon entfielen 26,1 Millionen Euro auf Personalkosten und 8,9 Millionen Euro auf Sachmittel.

## Präsidenten
| Zeitraum  | Name                    | Bemerkung |
| --------- | ----------------------- | --- |
| 1951–1962 | Hans-Heinrich Picht     | |
| 1962–1973 | Peter Lahnstein         | |
| 1973–1986 | Dieter Wagner           | Von 1986 bis 1989 Präsident des damaligen Berliner Landesamtes für Verfassungsschutz Er initiierte die Installation von Abhörmikrofonen bei den in der JVA Stammheim inhaftierten Mitgliedern der RAF. |
| 1986–1988 | Ralf Krüger             | |
| 1988–1995 | Eduard Vermander        | Vom 1. August 1995 bis 1. Juli 2000 Präsident des damaligen Berliner Landesamtes für Verfassungsschutz                                                                                                 |
| 1995–2005 | Helmut Rannacher (CDU)  | |
| 2005–2007 | Johannes Schmalzl (FDP) | Von Januar 2008 bis Mai 2016 Regierungspräsident des Regierungsbezirks Stuttgart. |
| seit 2008 | Beate Bube (parteilos)  | |

## Kritik

### Causa Walter Felzmann
Im Dezember 1976 löste die Polizei in Heidelberg einen nicht genehmigten Infostand des Kommunistischen Bundes Westdeutschland  (KBW) auf. In diesem Zusammenhang kam es zu einer körperlichen Auseinandersetzung zwischen Polizeibeamten und den Betreibern des Standes. Der Bibliothekar Walter Felzmann, der sich gerade in einem nahegelegenen Kaufhaus einen Farbfilm für seine Kamera gekauft hatte, wurde auf die Auseinandersetzung aufmerksam und fertigte mehrere Aufnahmen dieser an – nach eigenen Angaben aus einiger Entfernung und ohne den Hintergrund des Konflikts zu kennen. Als ein Polizist den Film beschlagnahmen wollte, lief Felzmann weg, wurde gestoppt, angezeigt und musste den Film abgeben.
Im Juli 1978 wurde gegen Felzmann ein Strafbefehl wegen Widerstand gegen Vollstreckungsbeamte in Höhe von 40 Tagessätzen zu je 50 Mark erlassen. Ihm wurde vorgeworfen, dass er Polizisten beim Räumen des Infostandes „unter Mißachtung des Rechts am eigenen Bild photographiert“ und sich der Beschlagnahme widersetzt habe. Nachdem Felzmann gegen den Strafbefehl Einspruch eingelegt hatte, sprach ihn der zuständige Amtsrichter, der bereits den Strafbefehl erlassen hatte, nach erneuter Prüfung im April 1979 vom Tatvorwurf frei. Die Schnappschüsse Felzmanns bewertete er bei dieser Gelegenheit als „von einer solch miserablen Qualität“, dass sie völlig unbrauchbar seien.
Felzmann, inzwischen arbeitslos, wurde vom Arbeitsamt währenddessen an die Bibliothek der Universität Heidelberg vermittelt, die Felzmann als am besten geeigneten aller sieben Bewerber für eine ausgeschriebene Stelle einstufte und ihm Mitte 1979 eine schriftliche Stellenzusage übersandte. Im Rahmen einer Regelanfrage beim Verfassungsschutz Baden-Württemberg leitete dieser dann jedoch folgenden Aktenvermerk an die Personalabteilung der Universität weiter:

„Herr Felzmann betreute am 11. Dezember 1976 in Heidelberg einen nicht genehmigten Informationsstand des »KBW«. Bei Auflösung des Informationsstandes leistete er Widerstand. Die Staatsanwaltschaft bei dem Landgericht Heidelberg beantragte am 27. Juni 1978 beim Amtsgericht den Erlaß eines Strafbefehls in Höhe von 40 Tagessätzen zu je 50 DM, wegen eines Vergehens nach Paragraph 113 StGB.“

Die Universität zog ihre Stellenzusage daraufhin aufgrund des Aktenvermerks zurück und stellte einen anderen Bewerber ein. Indes hatte Felzmann den in Rede stehenden Stand weder betreut noch war er Anhänger des KBW oder hatte vor Ort körperlichen Widerstand geleistet. Felzmann selbst wurde zu den Vorwürfen auch nicht angehört.
Nach der Ablehnung übersendete Felzmann der Personalabteilung der Universität das ihn entlastende Urteil des Amtsgerichts Heidelberg. Nachdem die Universität das Urteil an das Wissenschaftsministerium weitergeleitet hatte, es von dort an das Innenministerium gelangte und dann dem Verfassungsschutz vorgelegt wurde, gestand die Landesregierung den Irrtum ein und teilte mit, dass die Vorwürfe „nicht aufrechterhalten“ würden.

### Vorwürfe durch V-Frau
Im Rahmen des ersten Bundestags-NSU-Untersuchungsausschusses wurden Aussagen einer V-Frau des Verfassungsschutzes mit dem Decknamen „Krokus“ bekannt. Sie gab an, im Mai 2007 Informationen an den Verfassungsschutz über Rechtsextremisten weitergegeben zu haben, die über eine Krankenschwester versucht haben sollen, herauszufinden, ob sich ein schwerverletzter Kollege von Kiesewetter nach dem Koma an Einzelheiten des Mordes erinnert. Der V-Mann-Führer mit dem Decknamen Oettinger habe sie jedoch aufgefordert, sich aus der Sache herauszuhalten. Die V-Frau gab an, zu diesem Zeitpunkt schon regelmäßig an Oettinger berichtet zu haben. Dieser bestreitet das auf Grund der Aktenlage, nach der die V-Frau erst ab Juni/Juli 2007 offiziell als Quelle geführt wurde.